# Kleopatra VII.

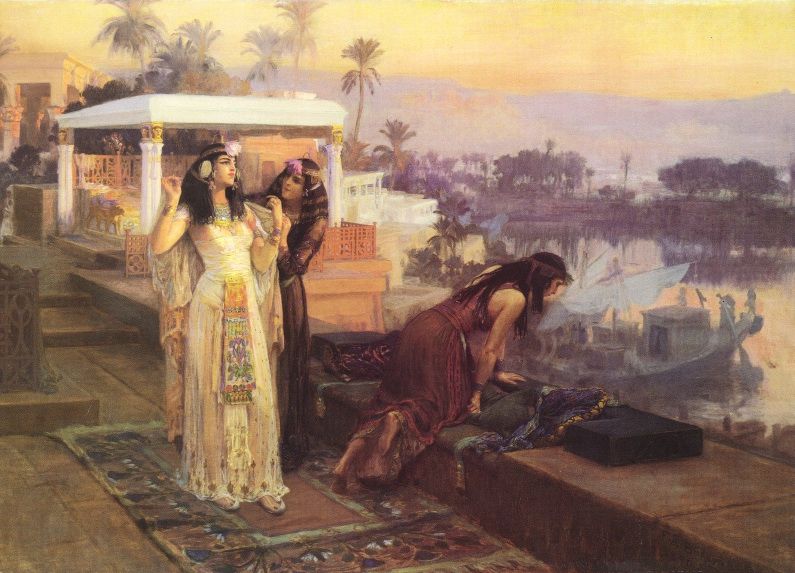
Obraz od F. A. Bridgmana z roku 1896

Kleopatra VII. Filopatór (69 – 12. srpna 30 př. n. l.), známá většinou jen pod jménem Kleopatra, byla egyptská královna pocházející z helénistické dynastie Ptolemaiovců, která byla řecko–makedonského původu. Protože se jedná o nejznámější Kleopatru, vyskytuje se v literatuře i pouze pod jménem Kleopatra, někdy Kleopatra Egyptská. Byla třetí dcerou krále Ptolemaia XII., kdo byla její matka, je nejisté, ale předpokládá se, že se jednalo o sestru Ptolemaia XII.

## Nástup na trůn (51–49 př. n. l.)
Kleopatra byla jmenována spoluvladařkou svého otce, Ptolemaia XII., počátkem roku 51 př. n. l. V této době jí podle dobových záznamů bylo sedmnáct let. Pravděpodobně v květnu téhož roku Ptolemaios XII. zemřel. Podle jeho závěti se stala královnou spolu se svým bratrem Ptolemaiem XIII., kterému bylo deset, maximálně dvanáct let. Spoluvláda znamenala v tehdejších podmínkách Egypta manželství. Jelikož král byl nezletilý (podle egyptského práva byla Kleopatra již zletilá) vznikl triumvirát (Achillás, Theodótos a Porthein tj. velitel vojska, vychovatel a učitel Ptolemaia XIII.), který vytvořil tzv. poručnickou radu a převzal moc v Egyptě. S tímto stavem Kleopatra nesouhlasila a prohlásila radu za nelegitimní a docílila zrušení poručnictví nad sebou, nad spolukrálem Ptolemaiem XIII. však poručnictví trvalo dále.
Již v srpnu 51 př. n. l. se vztahy mezi Kleopatrou a radou vyhrotily a Kleopatra vládla prakticky sama, na úředních listinách z tohoto období je podepisována pouze ona a mince byly raženy taktéž pouze s jejím portrétem. Kleopatra se v tomto období opírala o moc římské říše, která byla v tomto regionu dominantní. Toto její chování porušovalo ptolemaiovskou tradici, podle které osamoceně vládl král. To vzbuzovalo nelibost, v roce 50 př. n. l. situaci zkomplikovala neúroda způsobená nedostatečnými záplavami Nilu. Dalším nepříznivým faktorem bylo vypuknutí občanské války v Římě a následná Pompeiova žádost o obilí. Kleopatra nemohla tuto žádost odmítnout, a přestože se jí podařilo tuto žádost radikálně snížit, vypuklo v Egyptě povstání, které navíc posílil fakt, že z Egypta byla stažena i část římských vojáků. Kleopatra tak v roce 49 př. n. l. musela utéci z Egypta.

## Kleopatra v exilu (49–48 př. n. l.)
Není známo, kam Kleopatra uprchla, jisté je, že se jí podařilo utéci i s dostatečným množstvím zlata, aby mohla uvažovat o zahájení bojů o svůj návrat k moci. Zdá se pravděpodobné, že z Egypta odjela do Arábie, kde nalezla podporu, a odtud pak do Sýrie. Zde se jí podařilo postavit armádu, se kterou se chtěla pokusit o obsazení Egypta. Proti této armádě vytáhl Achillás s králem. Dříve než se mohly tyto armády střetnout, došlo k události, která tuto válku rozhodla jinak. Do Egypta uprchl Pompeius, který byl poražen v římské občanské válce. Poručnická rada se tak dostala do bezvýchodné situace a jakékoliv její jednání by vedlo ke stejným následkům. Nakonec se rozhodli Pompeia popravit (28. července 48 př. n. l.). Dva dny po Pompeiově příjezdu dorazil do Alexandrie i Julius Caesar, který ho pronásledoval a Ptolemaios mu jako dar předložil Pompeiovu hlavu a doufal, že si ho tak nakloní. Caesara to rozzlobilo a prohlásil, že zavraždili římského konzula a jeho zetě a že tato smrt pro římského občana takového postavení je potupou Říma.
Vzniklé situace ovšem využil ve svůj prospěch a s jednou polovinou legie, s níž do Egypta přišel, zůstal a začal situaci v Egyptě řešit – dosadil Kleopatru na trůn.

## Kleopatra a Caesar

### Cesta k moci (do bitvy u Kanóbu; březen 47 př. n. l.)
Do této situace se velmi rychle podařilo vložit Kleopatře. V zásadě existují dvě možné verze, jak se tam Kleopatra ocitla – podle jedné si ji nechal Caesar předvolat, podle druhé mu nabídla setkání. Plútarchos uvádí literárně nejoblíbenější verzi, totiž že se do paláce dostala zabalená v koberci. Za této situace se Caesar rozhodl uznat Kleopatřin nárok na trůn a jako spoluvládce určil Ptolemaia XIII. Toto rozhodnutí bývá často připisováno Kleopatřině kráse, ale ačkoliv Caesar měl slabost pro ženy, tímto rozhodnutím pouze naplnil vůli Ptolemaia XII. Proti rozhodnutí se však vzbouřili Egypťané, Ptolemaios XIII. odmítl rozpustit své vojsko a Achillos zaútočil na římské vojsko. Za této situace se Kleopatřina mladší sestra Arsinoé přidala na stranu povstalců a prohlásila se královnou; na stranu povstalců se přidal i Ptolemaios XIII. Ačkoliv byl Caesar ve velké početní nevýhodě, dokázal bránit královský palác až do příjezdu posil, poté povstání razantně potlačil. V březnu 47 př. n. l. porazil povstalce v bitvě u Kanóbu, při níž se Ptolemaios XIII. utopil a Arsinoé byla zajata.

### Vláda Kleopatry do odjezdu do Říma (46 př. n. l.)

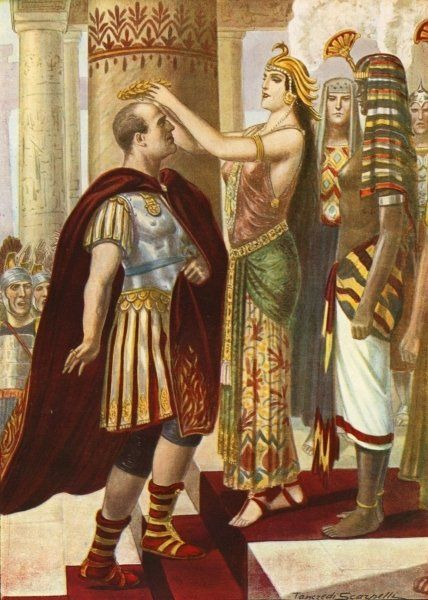
Kleopatra vítá Caesara v Egyptě

Po tomto vítězství prohlásil Caesar za platnou vůli Ptolemaia XII. a prohlásil Kleopatru za egyptskou královnu. Protože Ptolemaios XIII. zahynul, přidělil jí jako spoluvládce jejího ještě mladšího bratra Ptolemaia XIV. (bylo mu deset let). Vliv Ptolemaia XIV. na vládu byl však nepatrný. Po těchto úspěších Caesar pozval Kleopatru k plavbě po Nilu, tato cesta po Egyptě trvala dva měsíce a někdy bývá v literatuře označována jako svatební; ačkoli ke svatbě mezi nimi nedošlo, lze říci, že fakticky byli něco jako manželé. Podle egyptských zvyklostí byla Kleopatra považována také za manželku Ptolemaia XIV. Po této cestě musel Caesar opustit Egypt, ale zanechal v něm tři legie. Krátce po Caesarově odjezdu, 23. června (podle některých zdrojů 13. června, případně se den neuvádí vůbec) 47 př. n. l. se Kleopatře narodil syn, za jehož otce označila Caesara. Ten toto tvrzení nikdy nepopřel a historici se shodují v názoru, že skutečně šlo o Caesarova syna. Tento syn sice dostal jméno Ptolemaios (XV.) Filopatór Filométór (milující otce a matku), ale je známější pod přezdívkou Kaisarión nebo Caesarion, tj. malý Caesar.
Po odjezdu Caesara byla pozice Kleopatry jako královny pevná a její vláda pokračovala v politice Ptolemaiovců s logickou orientací na Římskou říši.

### Pobyt v Římě (do 44 př. n. l.)
V červnu roku 46 př. n. l. se Kleopatra rozhodla odjet do Říma, na tuto cestu vzala svého syna i bratra spoluvládce Ptolemaia XIV. Oficiálním důvodem k návštěvě bylo uzavření stálé spojenecké smlouvy mezi Římem a Egyptem. Po celém městě se ale šířily řeči, že je to jen záminka k setkání milenců. Římanům Kleopatra do oka moc nepadla, zvlášť těžkým soustem pro ně bylo, když Caesar nechal vystavit její sochu ve Venušině chrámu, čímž ji prakticky vyzvedl na úroveň bohů.
S Caesarem prý Kleopatra začala vymýšlet velmi ambiciózní plány na vybudování velkého světového impéria. Ty se ovšem zhroutily po tom, co byl Caesar zavražděn (15. března 44 př. n. l.).
Kleopatra zůstala v Římě do přečtení závěti J. Caesara, krátce po jeho zavraždění. V této závěti však její syn nebyl ustanoven Caesarovým dědicem. Jelikož si během svého pobytu udělala v Římě řadu nepřátel a na mnoho významných osobností zapůsobila vyloženě nepříznivě, rozhodla se raději pro návrat do Egypta. Z její politiky je patrné, že si uvědomovala, že v Římě dojde k občanské válce, proto se snažila být neutrální.

## Vláda Kleopatry do bitvy u Filipp (42 př. n. l.)
Po návratu z Říma zemřel její bratr, spoluvládce a manžel Ptolemaios XIV.; podle mnoha dobových autorů ho nechala otrávit, což není nepravděpodobné, ale důkazy pro toto tvrzení nejsou. Místo Ptolemaia XIV. dosadila na trůn jako spoluvládce svého a Caesarova syna Caesariona, ten však nebyl všeobecně uznán, proto nebývá některými autory označován jako Ptolemaios XV.
Mezitím v Římě vypukla již zmíněná občanská válka, jejímiž hlavními aktéry byli Marcus Antonius a Octavianus (pozdější císař Augustus). Kleopatra se snažila nezatáhnout do této války Egypt, to však již nebylo možné. Vzhledem k faktu, že se již nešlo opírat o římské vojáky, hledala podporu u Egypťanů. Již v roce 44 př. n. l. poskytla římské egyptské jednotky k dispozici Dolabelovi, ten však byl poražen, stejnou pomoc pak odmítla poskytnout jeho přemožiteli, čímž se nuceně dostala na stranu Octaviana. V roce 43 př. n. l. byla v Egyptě opět neúroda a Kleopatra poskytla zdarma příděly mouky chudým; tím získala značnou popularitu, kterou ještě posílila podporou obnovy chrámů. Těmito kroky si zajistila podporu prakticky všech skupin obyvatelstva.

## Kleopatra a Marcus Antonius

Římská republika (zeleně) a ptolemaiovský Egypt (žlutě) v roce 40 př. n. l.

Po bitvě u Filipp byl Marcus Antonius jako jeden z vítězů pověřen urovnáním problémů ve východní části Římské říše, v této době se Kleopatra snažila vystupovat jako suverénní vladařka, nezávislá na Římě. To Marcus Antonius akceptoval a zorganizoval setkání, které proběhlo zcela v režii Kleopatry.
Kleopatra se do tohoto dalšího římského vůdce a zároveň Caesarova přítele zamilovala a on do ní také. Marcus Antonius žil s Kleopatrou, ale pak se na žádost Říma musel oženit s Octavianovou sestrou Octavií, tu však opustil a vrátil se ke Kleopatře a oženil se s ní. Měli spolu tři děti, a to dvojčata – dceru Kleopatru Seléné a syna Alexandra Hélia, a poté ještě syna Ptolemaia Filadelfa.
Zajímavostí je, že na Kleopatřině dvoře museli být muži „čistí“, tedy obřezáni. To znamená, že tento zákrok museli podstoupit všichni muži, kteří se setkali s Kleopatrou (předstoupili před ni), nejen Caesar a všichni ostatní, kteří s ní sdíleli lože. V Římské říši byl tento zákrok zakázán až o 150 let později, nařízením císaře Hadriana (vládl v letech 117–138 n. l.), který obecně zakázal provádění obřízky, přičemž výjimku povolil pouze kněžím, Arabům a Židům.

## Kleopatřina smrt (30 př. n. l.)
V průběhu námořní bitvy u Actia, v níž Antonius podlehl Octavianovu loďstvu vedenému Markem Agrippou, Kleopatra uprchla, aby se ukryla. Antoniovi zaslala zakódovaný dopis, který si Antonius zřejmě špatně vyložil a pochopil jej tak, že spáchala sebevraždu. Proto žádal svého sloužícího, aby jej probodl mečem, sloužící však odmítl a sám sebe raději zabil, než by na Antonia vztáhl ruku. Antonius tedy sám nalehl na meč a v tu chvíli přišel další posel se zprávou od Kleopatry o tom, kde se ukrývá. Umírajícího Antonia k ní přinesli a on zemřel v jejím náručí. Octavianus si přál zbavit se Kleopatry, ale nechtěl mít její smrt na svědomí, proto jí zaslal zprávu, že bude vedena v ponižujícím vítězném pochodu Římem, i když to ve skutečnosti neměl v plánu. Jejím sloužícím řekl, že kdyby jevila známky toho, že chce spáchat sebevraždu, mají jen přihlížet. Kleopatra se skutečně nakonec otrávila poté, co se postarala o Antoniovo tělo. Přála si být pohřbena vedle Antonia. Byla poslední panovnicí starověkého Egypta, po její smrti připojil Octavianus (Augustus) državy Ptolemaiovců k římské říši a vyjádřil dokonce svůj obdiv Kleopatře, přestože za jejího života ji na smrt nenáviděl a vyjadřoval se o ní jako o děvce, která očarovala jak Caesara, tak Antonia svými kouzly.
Co se týče Kleopatřiných dětí, o jejich budoucnost se postaral právě Octavianus. Caesarova syna Ptolemaia-Caesariona nechal popravit. Důvody tohoto činu nejsou zcela jasné; obvyklé tvrzení, že mohl ohrožovat jeho postavení, jelikož byl skutečným Caesarovým synem, kdežto Octavianus byl pouhým nevlastním, a proto měl Caesarion mnohem větší právo na Caesarovo dědictví než Octavianus, nemůže obstát. Jednak si Caesar Kleopatru nikdy nevzal, a proto byl Caesarion podle zákonů nakonec prohlášen nelegitimním, jednak nebyl vůbec považován za Římana a nemohl se v Římě ucházet o žádné úřady. Ani sám Caesar ve své závěti na něj, krom spoluvlády v Egyptě, ničím dalším nepamatoval. Octavianus byl Caesarovým prasynovcem (stejně jako Marcus Antonius) a v závěti byl Caesarem adoptován, což byl obvyklý římský postup v případě, že muž neměl potomky mužského pohlaví. Adopce jej učinila naprosto zákonným synem a dědicem Caesara a jakékoli zpochybnění svého postavení se proto nemusel obávat. Lze pouze spekulovat, že tak učinil z osobních důvodů, či již ve snaze o anexi Egypta, které by Caesarion samozřejmě výrazně překážel. Jeho život tak byl krátký, na rozdíl od tří dětí ze vztahu Kleopatry s Markem Antoniem, které Octavianus svěřil do opatrování své sestře, Antoniově první manželce Octavii, která tak vychovávala celkem 10 dětí; ty, které měl Antonius s ní a s Fulvií, a další, které měla s Marcellem.
Po drtivé porážce u Actia roku 31 př. n. l. a následné smrti posledního římského spojence Marka Antonia i dosavadní legitimní královny Kleopatry se Ptolemaiovský Egypt ocitl v bezvýchodné pozici a byl zcela ovládnut a včleněn do Římské říše. Skončilo tak pro Egypt období helénské a poslední bašta diadochů Alexandra Velikého, která se v Egyptě udržela téměř 300 let, tak definitivně padla.

## Epilog
Smrt Antonia a Kleopatry způsobila, že se Gaius Julius Caesar Octavianus stal pánem římské říše. O tři roky později, počátkem roku 27 př. n. l., předefinoval svou pozici v římském státě, formálně ukončil druhý triumvirát a oficiálně obnovil občanskou autoritu Senátu, přičemž si ponechal velitelskou pozici ve státě pod svým novým jménem Imperator Caesar Divi filius Augustus. Během zbytku své vlády téměř zdvojnásobil velikost říše a posílil svou kontrolu nad státem, a to díky své kontrole nad římskou armádou a složitému souboru pravomocí udělených mu Senátem, který mu umožňoval ovlivňovat prakticky všechny politické a administrativní funkce. Egypt hrál v novém Augustově systému významnou roli, prioritní provincie.
Egypt byl řízen jmenovaným prefektem a senátoři jej mohli navštívit pouze s jeho svolením. Egyptský tribut a přebytek obilí zůstaly pod jeho kontrolou, což mu poskytlo jak zdroj diskrečních fondů, tak kontrolu nad dodávkami obilí v Římě.
Pro Egypt tak skončilo helénské období a poslední bašty dědiců Alexandra Velikého, která se v Egyptě udržela téměř 300 let, tak definitivně padla.

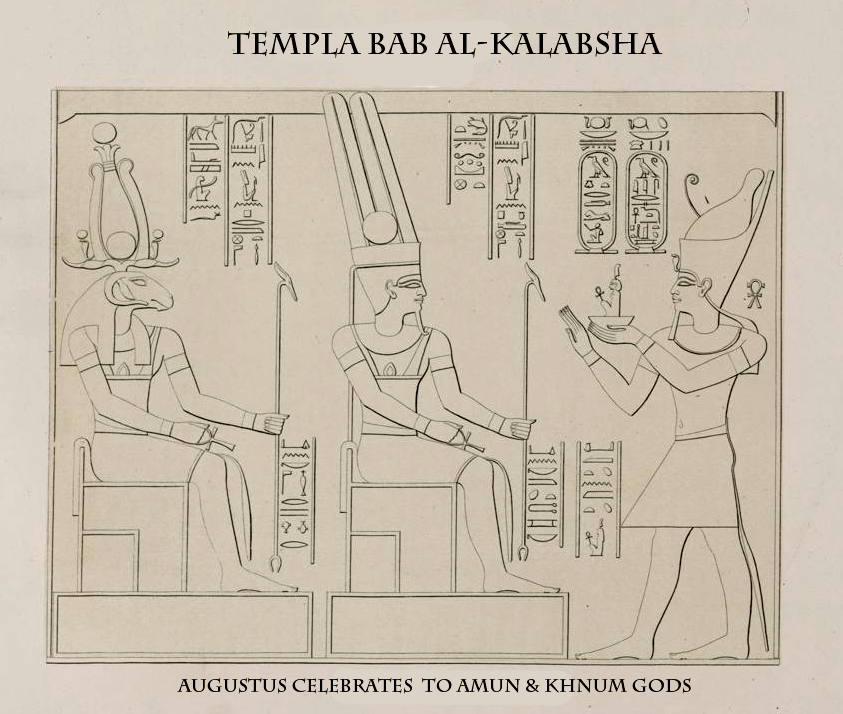
Augustus s ochrannou bohyní Maat přináší nový řád bohům Amonovi a Khnumovi; chrám Kalabasha

## Kleopatřina postava v umění
Život (v malířství tedy především smrt) Kleopatry VII. se stal inspirací pro mnoho umělců.

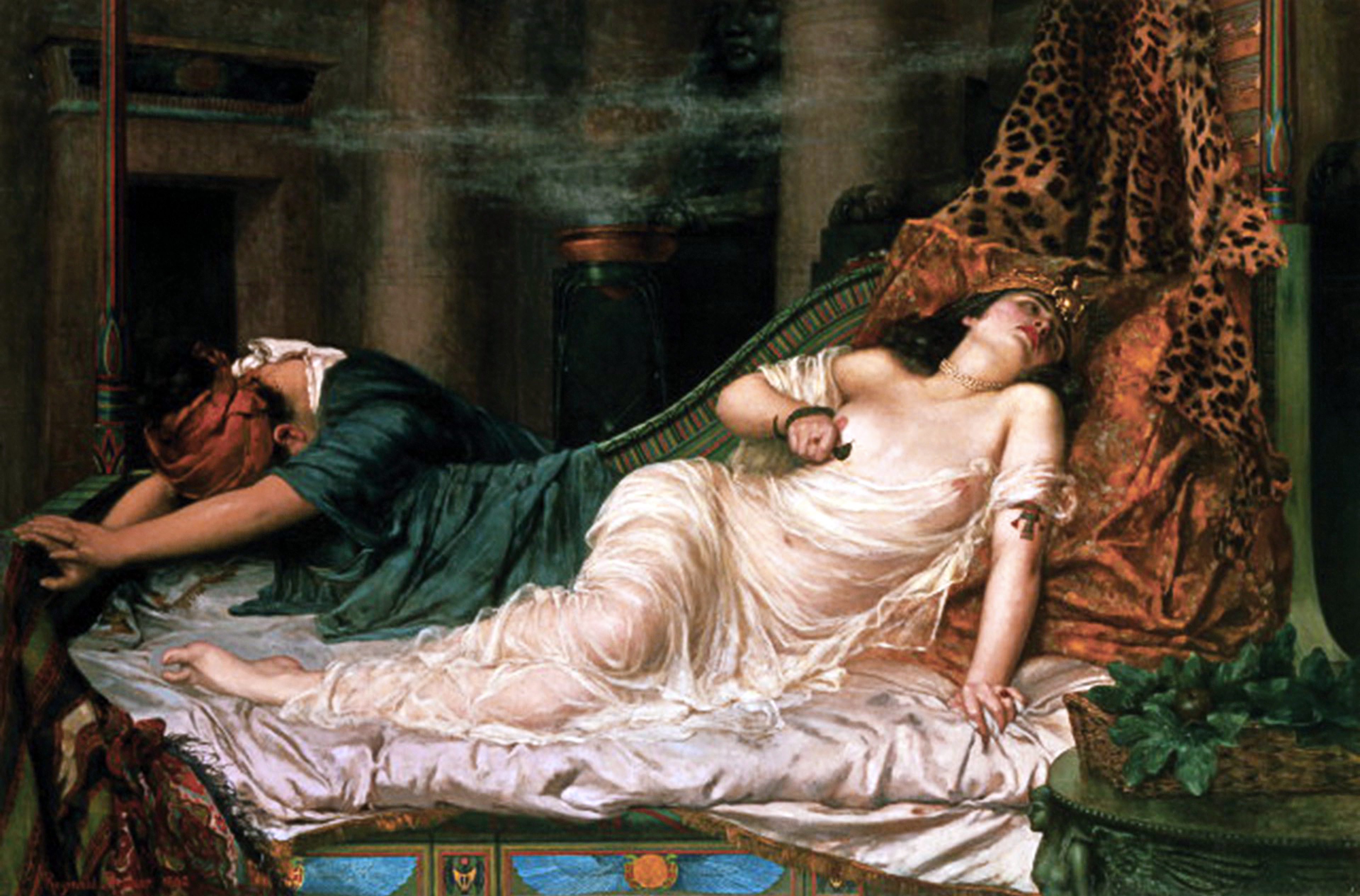
Smrt Kleopatry od Reginalda Arthura

### Výtvarné umění
Obrazy
- 1623 – Smrt Kleopatry – Johann Liss
- 1630 – Kleopatra s kobrou – Guido Reni
- asi 1640 – Kleopatra způsobující si smrt – Claude Vignon
- 1658 – Smrt Kleopatry – Guido Cagnacci
- asi 1660 – Smrt Kleopatry – Guido Cagnacci
- 1680 – Kleopatra – Gérard de Lairesse
- 1874 – Kleopatřina smrt – Jean André Rixens
- 1799 – Smrt Kleopatry – Jean-Baptiste Regnault
- 1866 – Kleopatra před Césarem – Jean-Léon Gérôme
- 1885 – Antonius a Kleopatra – Lawrence Alma-Tadema
- 1892 – Smrt Kleopatry – Reginald Arthur
- 1896 – Kleopatra na terase chrámu – Frederick Arthur Bridgman
- 1911 – Kleopatra – Benczúr Gyula

Sochy
- četné sochy neznámých starověkých autorů
- asi 1697 – Kleopatra VII. páchá sebevraždu – Claude Bertin

### Film
- 1934 – Kleopatra (USA)
- 1945 – Caesar a Kleopatra (VB)

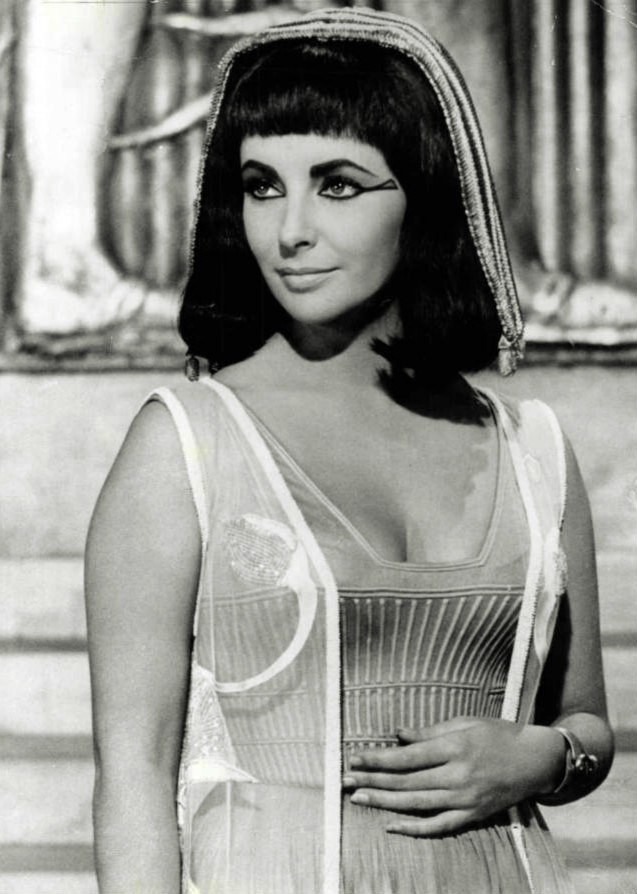
Scéna z filmu Kleopatra z roku 1963

- 1963 – Kleopatra (USA/VB/Švýcarsko) – s Elizabeth Taylorovou, Richardem Burtonem a Rexem Harrisonem
- 1968 – Asterix a Kleopatra (Francie) – animovaný
- 1999 – Kleopatra (Německo/USA)
- 2002 – Asterix a Obelix: Mise Kleopatra (Francie / Německo)

### Divadlo
- 1607 – Antonius a Kleopatra – tragédie Williama Shakespeara
- 1898 – Caesar a Kleopatra – divadelní hra anglického dramatika Georga Bernarda Shawa
- 2002 – Kleopatra – český muzikál